# Pośredni Lalkowy Przechód
Pośredni Lalkowy Przechód (niem. Mittlerer Puppendurchgang, słow. Prostredný lalkový priechod, węg. Középső-Békásbabai-átjáró) – przełączka w południowo-zachodniej, opadającej do Czarnostawiańskiego Kotła grani Żabiego Mnicha w Tatrach Polskich. Znajduje się w niej pomiędzy Wyżnią Lalkową Turniczką i Pośrednią Lalkową Turniczką. Rejon przełączki to szeroka platforma. Na obydwie jej strony opadają z niej urwiste depresje. Depresja opadająca na orograficznie lewą stronę, do Wyżniego Białczańskiego Żlebu ma różnicę wysokości około 30 m. Depresja ta przecina Lalkowy Chodnik. Zejście nią to I w skali tatrzańskiej. Depresja opadająca na prawą stronę, na Białczański Upłaz ma wysokość około 70 m. Niżej przechodzi w żlebek przecinający Białczański Upłaz. Jest to drugi od góry żlebek przecinający ten upłaz. Powyżej depresji znajduje się pas płytowych ścianek. Jest to Lalkowy Mur. Znajduje się w nim formacja skalna zwana „Ekierką” – trójkątny okapik na wysokości około 20 m nad podstawą Lalkowego Muru.
Południowo-zachodnia grań Żabiego Mnicha udostępniona jest do wspinaczki skalnej i jest to jeden z najbardziej popularnych rejonów wspinaczkowych nad Morskim Okiem. Przez Pośredni Lalkowy Przechód prowadzi droga wspinaczkowa Południowo-zachodnią granią Żabiego Mnicha. Czas przejścia od Niżniego Lalkowego Przechodu na Wyżnią Białczańską Przełęcz 3 godz., trudność V w skali tatrzańskiej. Jest kilka wariantów przejścia od Pośredniego Lalkowego Przechodu na Wyżnią Lalkową Turniczkę. Mają trudność od IV- do VI. Najłatwiejszy prowadzi północno-wschodnią depresją w dół, potem wąskim kominkiem w Lalkowym Murze, położonym około 15 m za „Ekierką” (2 wyciągi kominkiem na Lalkowy Zachód).
Autorem nazwy przełączki jest Władysław Cywiński.

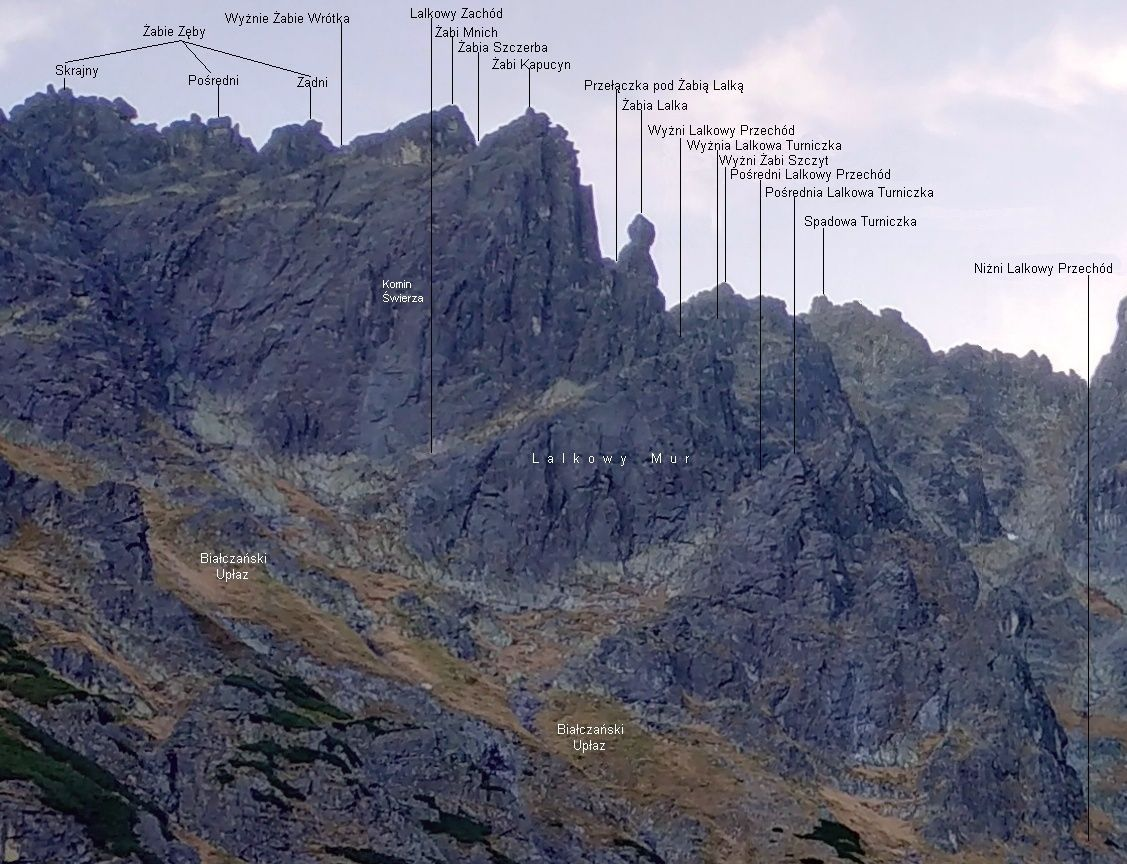
Widok od północy